# 4. maj
4. maj je 124. dan leta (125. v prestopnih letih) v gregorijanskem koledarju. Ostaja še 241 dni.

## Dogodki
- 1493 – papež Aleksander VI. razdeli Novi svet med Špance in Portugalce
- 1524 – Ljubljano močno poškoduje požar
- 1626 – nizozemski raziskovalec od domačinov za takratnih 60 guldnov odkupi Manhattan in na njem ustanovi Novi Amsterdam, današnji New York
- 1802 – avstrijska vojska skrajša služenje vojaškega roka s 30 na 14 let
- 1924 – začetek osmih olimpijskih iger (sedmih poletnih)
- 1942 – začetek pomorske bitke v Koralnem morju
- 1945 – kapitulacija nemške posadke na Danskem in na Nizozemskem
- 1960 – Nikita Hruščov nekaj dni pred srečanjem Sovjetske zveze, ZDA, Francije in Združenega kraljestva sporoči novico o sestrelitvi vohunskega letala U-2
- 1986 – pogašen požar v jedrski elektrarni Černobil
- 1990 – Latvija razglasi neodvisnost

## Rojstva
- 1008 – Henrik I., francoski kralj († 1060)
- 1655 – Bartolomeo Cristofori, (Bartolomeo Cristofori di Francesco) italijanski izdelovalec instrumentov, izumitelj klavirja († 1731)
- 1772 – Friedrich Arnold Brockhaus, nemški založnik († 1823)
- 1776 – Johann Friedrich Herbart, nemški filozof in pedagog († 1841)
- 1777 – Louis Jacques Thénard, francoski kemik († 1857)
- 1825 – Thomas Henry Huxley, angleški biolog († 1895)
- 1827 – John Hanning Speke, angleški raziskovalec Afrike († 1864)
- 1879 – Cvetko Golar, slovenski pesnik, pisatelj, dramatik († 1965)
- 1897 – Vilmoš Županek, prekmurski nabožni pisatelj († 1978)
- 1900 – Antun Augustinčić, hrvaški kipar († 1979)
- 1914 – Peter Stante, slovenski partizanski general († 1980)
- 1928 – Hosni Mubarak, egiptovski politik
- 1929 – Edda van Heemstra Ruston - Audrey Hepburn, belgijska filmska igralka († 1993)
- 1936 – Ivan Kramberger, slovenski dobrotnik, politik († 1992)
- 1952 – Jacob »Killer« Miller, jamajški pevec reggaeja, glasbenik († 1980)
- 1987 – Jorge Lorenzo, španski motocikistični dirkač

## Smrti
- 1003 – Herman II., švabski vojvoda
- 1355 – Humbert II., dofên Viennosa (* 1312)
- 1406 – Coluccio Salutati, italijanski (florenstinski) državnik, humanist in zgodovinar (* 1331)
- 1600 – Jean Nicot, francoski diplomat in učenjak (* 1530)
- 1677 – Isaac Barrow, angleški klasični učenjak, matematik, teolog (* 1630)
- 1678 – Anna Maria van Schurman, nizozemska učenjakinja (* 1607)
- 1903 – Goce Delčev, makedonski upornik (* 1872)
- 1912 – Nettie Maria Stevens, ameriška biologinja, genetičarka (* 1861)
- 1919 – Milan Rastislav Štefánik, slovaški astronom, general, državnik (* 1880)
- 1924 – Edith Nesbit, angleška pisateljica (* 1858)
- 1927 – Jakob Aljaž, slovenski duhovnik, glasbenik, planinec (* 1845)
- 1938 – Carl von Ossietzky, nemški pacifist (* 1889)
- 1955 – George Enescu, romunski violinist, skladatelj (* 1881)
- 1972 – Edward Calvin Kendall, ameriški biokemik, nobelovec 1950 (* 1886)
- 1974 – William Maurice Ewing, ameriški geofizik, oceanograf (* 1906)
- 1980 – Josip Broz - Tito,  jugoslovanski maršal in politik hrvaško-slovenskega rodu, predsednik SFRJ (* 1892)
- 2000 – Aleksander Iljič Ahiezer, ruski fizik (* 1911)

## Prazniki in obredi
- Japonska – dela prost dan v zlatem tednu